# Natació als Jocs Olímpics d'Estiu de 1912 - 100 metres lliures femenins

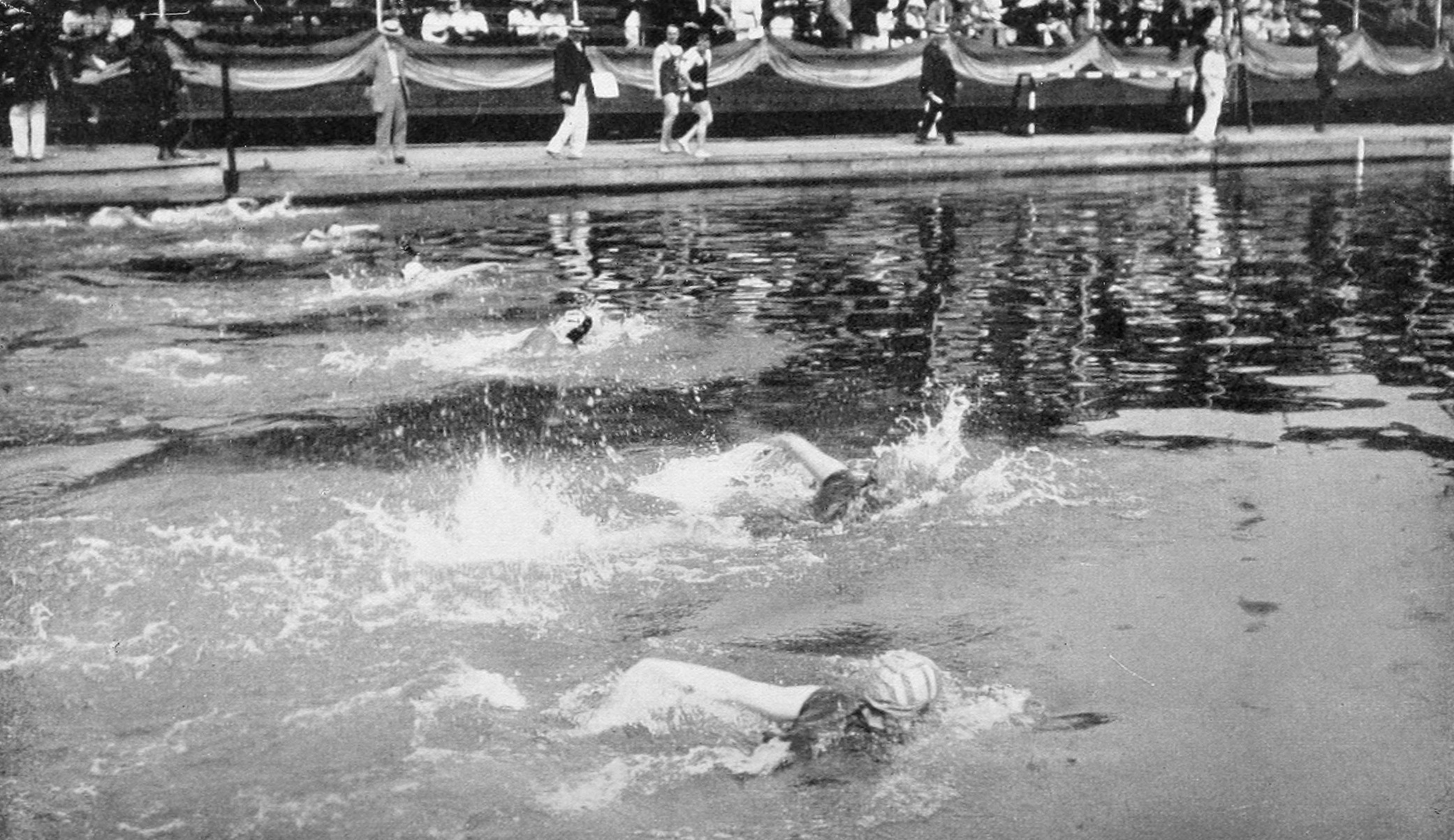
La final

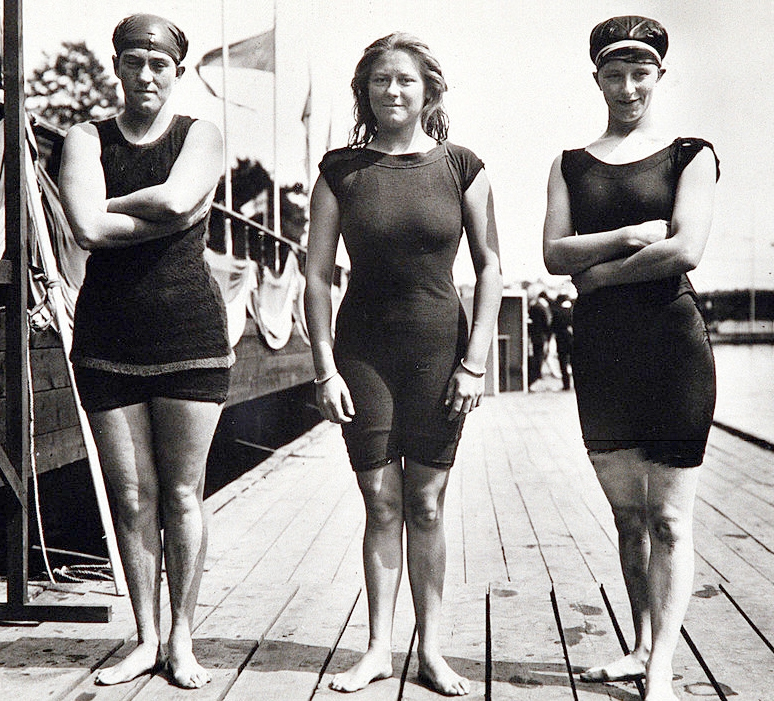
Fanny Durack, Mina Wylie i Jennie Fletcher als Jocs de 1912.

Els 100 metres lliures femenins va ser una de les nou proves de natació que es disputaren als Jocs Olímpics d'Estocolm de 1912. Aquesta era la primera vegada que es disputava aquesta prova en uns Jocs i era la més curta dins el programa femení de natació. La competició es disputà del dilluns 8 al divendres 12 de juliol de 1912. Hi van prendre part 37 nedadores procedents de 8 països.

## Medallistes
| Or                 | Plata            | Bronze                |
| Fanny Durack (ANZ) | Mina Wylie (ANZ) | Jennie Fletcher (GBR) |

## Rècords
Aquests eren els rècords del món i olímpic que hi havia abans de la celebració dels Jocs Olímpics de 1912.
| Rècord del Món | 1' 20.6" | Daisy Curwen | Birkenhead (GBR) | 10 de juny de 1912 |
| Rècord Olímpic | cap      |              |                  |                    |

Belle Moore guanyà la primera sèrie i establí el primer rècord olímpic de la distància amb 1' 29.8". En la segona sèrie Daisy Curwen millorà el temps amb 1' 23.6". En la quarta sèrie Fanny Durack establí un nou rècord del món amb 1' 19.8".

## Resultats

### Quarts de final
Els dos primers de cada sèrie i el millor tercer passen a semifinals.
Sèrie 1
| Posició | Nedador               | Temps        | Qual. |
| ------- | --------------------- | ------------ | ----- |
| 1       | Belle Moore (GBR)     | 1:29.8       | QS OR |
| 2       | Louise Otto (GER)     | 1:34.4       | QS    |
| 3       | Klara Milch (AUT)     | 1:37.2       |       |
| 4       | Greta Johansson (SWE) | 1:41.4       |       |
| 5       | Tyyne Järvi (FIN)     | 1:42.4       |       |
| —       | Aagot Norman (NOR)    | No finalitza |       |

Sèrie 2
| Posició | Nedador               | Temps  | Qual. |
| ------- | --------------------- | ------ | ----- |
| 1       | Daisy Curwen (GBR)    | 1:23.6 | QS OR |
| 2       | Jennie Fletcher (GBR) | 1:26.2 | QS    |
| 3       | Berta Zahourek (AUT)  | 1:38.6 |       |
| 4       | Josefa Kellner (AUT)  | 1:41.2 |       |
| 5       | Karin Lundgren (SWE)  | 1:44.8 |       |
| 6       | Sonja Johnsson (SWE)  |        |       |

Sèrie 3
| Posició | Nedador                  | Temps  | Qual. |
| ------- | ------------------------ | ------ | ----- |
| 1       | Mina Wylie (ANZ)         | 1:26.8 | QS    |
| 2       | Mary Langford (GBR)      | 1:28.0 | QS    |
| 3       | Hermine Stindt (GER)     | 1:29.2 |       |
| 4       | Josephine Sticker (AUT)  | 1:31.8 |       |
| 5       | Claire Guttenstein (BEL) |        |       |
| 6       | Elsa Björklund (SWE)     |        |       |

Sèrie 4
| Posició | Nedador               | Temps  | Qual. |
| ------- | --------------------- | ------ | ----- |
| 1       | Fanny Durack (ANZ)    | 1:19.8 | QS WR |
| 2       | Irene Steer (GBR)     | 1:27.2 | QS    |
| 3       | Wally Dressel (GER)   | 1:28.6 | qs    |
| 4       | Margarete Adler (AUT) | 1:34.4 |       |
| 5       | Greta Carlsson (SWE)  |        |       |
| 6       | Regina Kari (FIN)     |        |       |

Sèrie 5
| Posició | Nedador               | Temps  | Qual. |
| ------- | --------------------- | ------ | ----- |
| 1       | Grete Rosenberg (GER) | 1:25.0 | QS    |
| 2       | Annie Speirs (GBR)    | 1:25.6 | QS    |
| 3       | Vera Thulin (SWE)     | 1:44.0 |       |

### Semifinals
Els dos primers de cada semifinal i el millor tercer passen a la final.
Semifinal 1
| Posició | Nedador             | Temps  | Qual. |
| ------- | ------------------- | ------ | ----- |
| 1       | Fanny Durack (ANZ)  | 1:20.2 | QF    |
| 2       | Daisy Curwen (GBR)  | 1:26.8 | QF    |
| 3       | Annie Speirs (GBR)  | 1:27.0 | qf    |
| 4       | Belle Moore (GBR)   | 1:27.4 |       |
| 5       | Mary Langford (GBR) | 1:29.2 |       |
| 6       | Louise Otto (GER)   | 1:32.0 |       |

Semifinal 2
| Posició | Nedador               | Temps  | Qual. |
| ------- | --------------------- | ------ | ----- |
| 1       | Mina Wylie (ANZ)      | 1:27.0 | QF    |
| 2       | Jennie Fletcher (GBR) | 1:27.2 | QF    |
| 3       | Grete Rosenberg (GER) | 1:29.2 | *     |
| 4       | Wally Dressel (GER)   | 1:33.4 |       |
| —       | Irene Steer (GBR)     | DQ     |       |

Curwen va haver de sotmetre a una operació d'apendicitis i no va poder disputar la final. Rosenberg la va substituir a la final.

### Final
| Posició | Nedador               | Temps   |
| ------- | --------------------- | ------- |
| 1       | Fanny Durack (ANZ)    | 1:22.2  |
| 2       | Mina Wylie (ANZ)      | 1:25.4  |
| 3       | Jennie Fletcher (GBR) | 1:27.0  |
| 4       | Grete Rosenberg (GER) | 1:27.2  |
| 5       | Annie Speirs (GBR)    | 1:27.4  |
| —       | Daisy Curwen (GBR)    | No surt |